# Blas Valera

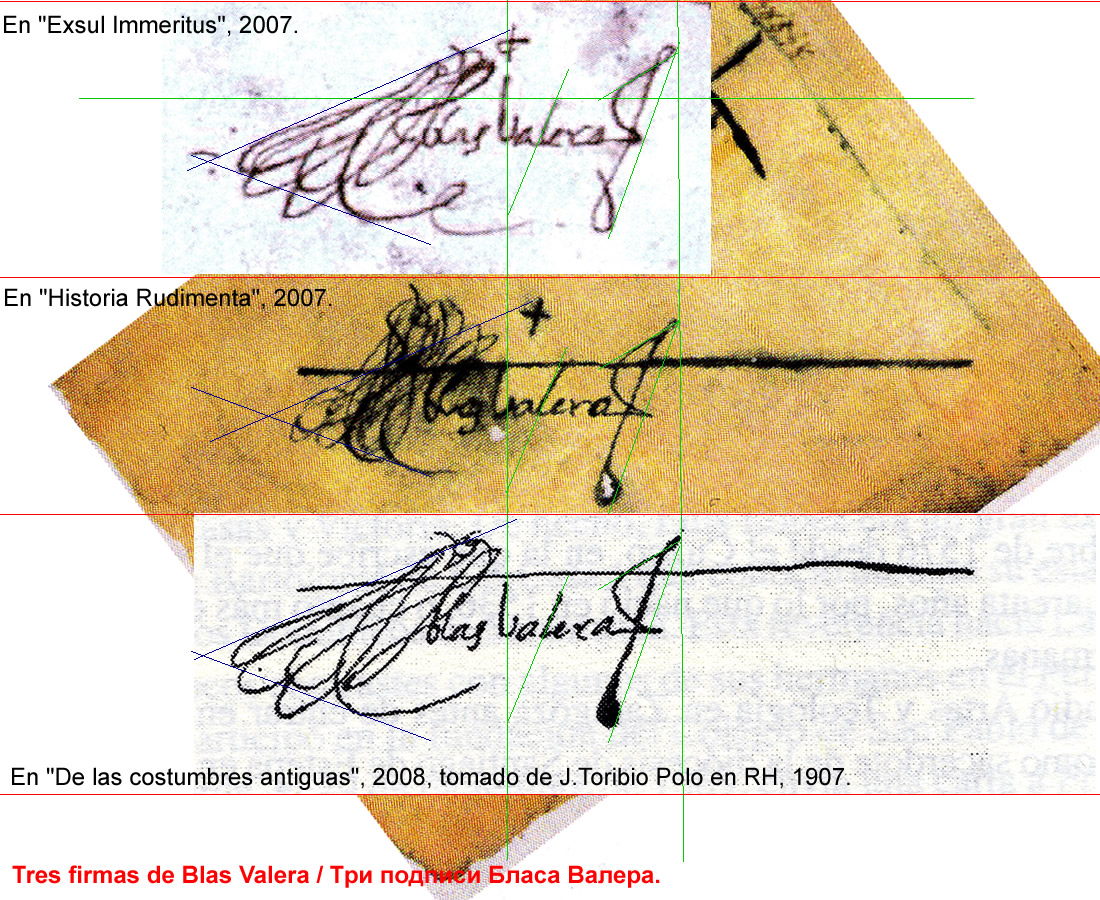
Dos firmas apócrifas y una auténtica de Blas Valera.

Blas Valera Pérez (Levanto, Chachapoyas, 3 de febrero de 1545 - Cádiz, 2 de abril de 1597) fue un sacerdote jesuita, cronista, historiador, antropólogo, escritor y lingüista nacido en el Virreinato del Perú. Fue uno de los primeros mestizos de la Compañía de Jesús en el Perú. Hermano del teólogo Jerónimo Valera.

## Biografía
Hijo del capitán español Luis Valera y de Francisca Pérez, realizó sus primeros estudios en Trujillo (Perú) y los prosiguió en Lima. Ingresó como novicio en la Compañía de Jesús en 1568 y dados sus conocimientos del quechua, participó en las misiones que los jesuitas habían establecido en Huarochirí, importante centro prehispánico de culto que a principios del siglo XVII sería escenario de la más intensa campaña de exterminación de culturas nativas, llevada a cabo por Francisco de Ávila.
Fue ordenado en el Cusco en 1574 por el obispo Sebastián de Lartaun. Valera era un caso especial en aquellos tiempos: era un mestizo bilingüe y letrado de primera generación. Se le encargó la compilación de noticias sobre la civilización prehispánica, pero las sospechas que levantaron sus simpatías hacia la cultura inca hicieron que la Compañía cerrara el acceso de mestizos en la orden y pusieran una opinión negativa de él.
Tomó parte activa en el III Concilio Limense de 1583, y se ocupó de la traducción, del castellano al quechua, de catecismos, confesionarios y otros textos para los evangelizadores de indios. Por otra parte, existen evidencias de que Valera fue acusado de "herejía" al incluir ciertos comentarios favorables al incanato y que, consecuentemente, fue encerrado por los mismos jesuitas por un período breve.
Hacia 1590, viajó a Europa para preparar la impresión de sus obras. Estuvo en Cádiz cuando esta ciudad fue saqueada por los ingleses en 1596, hecho relacionado con la pérdida de muchos de sus escritos, entre los que se encontraba una "Historia de los Incas", titulada Historia Occidentalis, de cinco tomos, de la cual sólo se conservaron unos fragmentos. Se sabe que éstos, luego de la muerte de Valera en 1597, fueron entregados al Inca Garcilaso de la Vega por el padre Pedro Maldonado de Saavedra en 1600. El mismo Garcilaso la menciona explícitamente como fuente de sus "Comentarios Reales de los Incas", que narran por momentos una "edad dorada" anterior a la llegada de los españoles y de la cristiandad.
Se sabe que escribió otras obras sobre los incas. En Quito se encontró Las Costumbres Antiguas de los Incas, que ya en 1945 Francisco A. Loayza lo presentó como obra de Valera, y según Sabine Hyland también se ha encontrado una suerte de diccionario en La Paz, Bolivia, titulado Vocabulario donde da información sobre el Incanato.
Por la década de 1990 la historiadora italiana Laura Laurencich Minelli presentó unos manuscritos (llamados los documentos  Miccinelli, la dueña de los libros antiguos), donde se afirma que Blas Valera vivió años después de 1597 y que regresó a América donde compuso la célebre Nueva crónica y buen gobierno atribuida hasta entonces al cronista indígena Felipe Guaman Poma de Ayala. Sin embargo, el mundo académico peruano ha rechazado tales documentos como fraudes, tal como lo han afirmado Alfredo Alberdi Vallejo en su obra sobre el cronista quechua (Berlín, 2010), así como Rolena Adorno y Juan Carlos Estenssoro (París, 1997).